# 5691 (ano hebraico)
5691 (hebraico: ה'תרצ"א) foi um ano hebraico correspondente ao período após o pôr do sol de 22 de setembro de 1930 a 11 de setembro de 1931 do calendário gregoriano.
| Mês judaico | Calendário gregoriano                                                                   |
| ----------- | --------------------------------------------------------------------------------------- |
| Tishrei     | após o pôr do sol de 22 de setembro de 1930 até ao pôr do sol de 22 de outubro de 1930  |
| Cheshvan    | após o pôr do sol de 22 de outubro de 1930 até ao pôr do sol de 20 de novembro de 1930  |
| Kislev      | após o pôr do sol de 20 de novembro de 1930 até ao pôr do sol de 20 de dezembro de 1930 |
| Tevet       | após o pôr do sol de 20 de dezembro de 1930 até ao pôr do sol de 18 de janeiro de 1931  |
| Shevat      | após o pôr do sol de 18 de janeiro de 1931 até ao pôr do sol de 17 de fevereiro de 1931 |
| Adar        | após o pôr do sol de 17 de fevereiro de 1931 até ao pôr do sol de 18 de março de 1931   |
| Nissan      | após o pôr do sol de 18 de março de 1931 até ao pôr do sol de 17 de abril de 1931       |
| Iyyar       | após o pôr do sol de 17 de abril de 1931 até ao pôr do sol de 16 de maio de 1931        |
| Sivan       | após o pôr do sol de 16 de maio de 1931 até ao pôr do sol de 15 de junho de 1931        |
| Tammuz      | após o pôr do sol de 15 de junho de 1931 até ao pôr do sol de 14 de julho de 1931       |
| Av          | após o pôr do sol de 14 de julho de 1931 até ao pôr do sol de 13 de agosto de 1931      |
| Elul        | após o pôr do sol de 13 de agosto de 1931 até ao pôr do sol de 11 de setembro de 1931   |

## Dados sobre 5691
- Ano comum regular (kesidrah): 354 dias
- Cheshvan com 29 dias e Kislev com 30 dias
- Ciclo solar: 7º ano do 204º ciclo
- Ciclo lunar: 10º ano do 300º ciclo
- Ciclo Shmita: Ano de Shmita

## Fatos históricos
- 1861º ano da destruição do Segundo Templo